# Ladánybene
Ladánybene község Bács-Kiskun vármegye Kecskeméti járásában.

## Fekvése
Ladánybene Bács-Kiskun vármegye északi határán, a Duna-Tisza köze és a kiskunsági homokhátság térségében található, Kecskeméttől 24 kilométerre északnyugatra.

### Megközelítése
A község megközelíthetősége jó, akár a fővárosból, akár a vármegye székhelye, Kecskemét irányából érkeznek ide a látogatók. Főutcája a Taksonytól Dabas központján át egészen Kecskemét északi határáig húzódó 5202-es út, közúton csak ezen érhető el északnyugati vagy délkeleti irányból, illetve az 5212-es úton, Kunbaracs érintésével, délnyugat felől. Az ország távolabbi részei felől az 5-ös főúton közelíthető meg a legegyszerűbben, örkényi vagy lajosmizsei letéréssel.
Vasúti összeköttetése nincs, de a falu több távolságiautóbusz-megállóval rendelkezik, így autóbusszal a környék szinte összes települése megközelíthető. Az utazási idő a megyeszékhelyről autóbusszal kb. 35 perc, személyautóval 25 perc, a fővárosból 1 óra 45 perc autóbusszal, személyautóval kb. 1 óra 15 perc. A község elérését nagyban segíti az M5-ös autópálya közelsége is (amelynek legközelebbi csomópontja Lajosmizse északi határában található, közúton mintegy 11,5 kilométerre).

## Története
Itt találták meg a Bene vitézként híressé vált honfoglalás kori harcos leleteit. A 14. században lakott volt, 1385-ben ville Benne már írásban is említették. A török korban kevés lakossal, magyar és török rendre adózott. 1593 után puszta volt, 1745-től fele részben jászladányi, fele részben jászberényi tulajdonban állt. 1877-ig Jászladány pusztája volt, ekkor lett az újonnan önálló községgé alakult Lajosmizse része, ahol főleg jászladányi családok telepedtek meg. 1907-ben levált Lajosmizséről, önálló községgé alakult.

## Közélete

### Polgármesterei
- 1990–1994: Visontay István (független)[6]
- 1994–1998: Visontay István (MSZP)[7]
- 1998–2002: Rácz Sándor (független)[8]
- 2002–2006: Rácz Sándor (független)[9]
- 2006–2010: Kardos Attila (független)[10]
- 2010–2014: Kardos Attila (független)[11]
- 2014–2019: Kardos Attila (független)[12]
- 2019–2024: Kardos Attila (független)[13]
- 2024– : Kardos Attila (független)[1]

## Népesség
A település népességének változása:
| Lakosok száma | 1597 | 1574 | 1602 | 1609 | 1697 | 1687 | 1698 |
|               | 2013 | 2014 | 2018 | 2021 | 2022 | 2023 | 2024 |

A 2011-es népszámlálás során a lakosok 85,5%-a magyarnak, 0,2% bolgárnak, 0,2% cigánynak, 0,5% németnek, 0,2% románnak mondta magát (14,3% nem nyilatkozott; a kettős identitások miatt a végösszeg nagyobb lehet 100%-nál). A vallási megoszlás a következő volt: római katolikus 56,1%, református 7%, evangélikus 0,3%, görögkatolikus 0,2%, felekezeten kívüli 14,9% (20,9% nem nyilatkozott).
2022-ben a lakosság 86,9%-a vallotta magát magyarnak, 0,4% németnek, 0,2% cigánynak, 0,2% románnak, 0,2% ukránnak, 0,2% szerbnek, 0,1-0,1% lengyelnek, örménynek és bolgárnak, 1,1% egyéb, nem hazai nemzetiségűnek (13% nem nyilatkozott; a kettős identitások miatt a végösszeg nagyobb lehet 100%-nál). Vallásuk szerint 34,2% volt római katolikus, 6,1% református, 0,5% evangélikus, 0,4% görög katolikus, 0,1% ortodox, 0,4% egyéb keresztény, 0,6% egyéb katolikus, 10,8% felekezeten kívüli (46,7% nem válaszolt).

## Nevezetességei
- A Madarasi-tó kikapcsolódásra kiválóan alkalmas, védett terület volt (az 1990-es évek végére teljesen kiszáradt).
- A római katolikus templom 1948-ban épült.
- A Jajgató-dűlőben a volt Széktói iskola épülete (benne volt egy ideig egy magán helytörténeti gyűjtemény).